# 피터 J. 랫클리프
피터 존 랫클리프 경(영어: Sir Peter John Ratcliffe, 1954년 5월 14일 ~ )는 영국의 의학자이다. 2019년에 산소 농도에 따른 세포의 적응 기전에 관한 연구로 윌리엄 케일린 주니어, 그레그 L. 서멘자와 함께 노벨 생리학·의학상을 수상했다.

## 수상 경력
- 2010년 : 가드너 국제상
- 2016년 : 앨버트 래스커 기초 의학 연구상
- 2019년 : 노벨 생리학·의학상